# Габитов, Габдулхак
Габдулхак Габитов (баш. Ғәбделхаҡ Ғәбитов) — штабс-капитан Башкирской армии (1918—1919), командир 2-го Башкирского пехотного полка, член Башкирского военного совета.

## Биография
Габдулхак Габитов родился в городе Троицк Троицкого уезда Оренбургской губернии в семье учителя.
Служил в царской армии, окончил военную школу. Принимал участие в Первой мировой войне, получил звание подпоручика.
С июня 1918 года служил в составе Народной армии в Уфе, затем в составе Башкирской армии.
В конце мая 1918 года после выступления Чехословацкого корпуса в Челябинске, присоединился к башкирскому национальному движению за автономию Башкурдистана. 2 июня 1918 года в селе Метелева под председательством Габитова прошел съезд башкир Аргаяшского кантона, который делегировал Габитова и членов Правительства Башкурдистана С. Г. Мрясова и Н. Т. Тагирова в Челябинск для переговоров с командованием Чехословацкого корпуса. последними в Челябинске был установлен контакт с Комитетом народной власти, при котором они организовали Башкирский совет, а Габитов заручился поддержкой
Чехословацкого корпуса в формировании башкирских частей.

За отличие во взятии Екатеринбурга, его жители преподнесли 2-му Башкирскому пехотному полку почётное знамя с надписью на русском и башкирском языках: «Доблестным освободителям — благодарный Екатеринбург».

С июня 1918 года являлся заместителем председателя Башкирского военного совета. Согласно Р. С. Таймасову, до середины июля 1918 года Габитов был председателем Башкирского военного совета. В начале июля 1918 года в Омске принимал участие в переговорах с Временным Сибирским правительством по поводу организации Башкирского войска.
С 24 июля 1918 года служил командиром 2-го Башкирского пехотного полка. В конце июля полк принимал участие в сражениях Екатеринбургском фронте. За отличие во взятии Екатеринбурга жители города преподнесли башкирским солдатам почётное знамя, церемония вручения которой состоялась 7 августа 1918 года в Челябинске.
Получил звание поручика, а был возведён в штабс-капитаны. В ноябре 1918 года по состоянию здоровья оставил военную службу. После перехода Башкирской армии на сторону РККА, остался на стороне белых и вместе с ними ушел на Дальний Восток. Его дальнейшая судьба неизвестна.